# Bagaha
Bagaha ist eine Stadt im Bundesstaat Bihar im Osten Indiens. Sie ist Teil des Distrikt Pashchim Champaran. Bagaha hat den Status eines City Council (Nagar parishad). Die Stadt ist in 35 Wards gegliedert. Sie ist ungefähr 244 km von Bihars Hauptstadt Patna entfernt und liegt nahe der Grenze zu Uttar Pradesh.

## Demografie
Die Einwohnerzahl der Stadt liegt laut der Volkszählung von 2011 bei 112.634. Bagaha hat ein Geschlechterverhältnis von 889 Frauen pro 1000 Männer und damit einen für Indien üblichen Männerüberschuss. Die Alphabetisierungsrate lag bei 59,84 % im Jahr 2011. Knapp 81,3 % der Bevölkerung sind Hindus, ca. 18,4 % sind Muslime und ca. 0,3 % gehören anderen Religionen an. 17,8 % der Bevölkerung sind Kinder unter 6 Jahren. 7,3 % der Bevölkerung waren Angehörige der Scheduled Castes und 1,4 % waren Angehörige der Scheduled Tribes.